# Маритани (Савона)
Маритани је насеље у Италији у округу Савона, региону Лигурија.
Према процени из 2011. у насељу је живело 15 становника. Насеље се налази на надморској висини од 697 м.